# Авиалинии Харькова
«Авиалинии Харькова» (укр. Авіалінії Харкова) — украинская авиакомпания, специализировавшаяся на выполнении чартерных рейсов из Харькова и Киева на курорты Турции и Египта под заказ туристического оператора Pegas Touristik. Флот компании состоял из одного Airbus A321.

## История
Авиакомпания «Авиалинии Харькова» была основана в 1998 году на базе харьковского авиапредприятия «Авиалиний Украины» и выполняла авиарейсы до 2001 года.
Летом 2012 года «Авиалинии Харькова» были приобретены компанией «Нью Системс АМ», после чего встал вопрос о восстановлении пассажироперевозок. Согласно стратегическими установками нового владельца, развитие «Авиалиний Харькова» направлен прежде всего на то, чтобы увеличить пассажиропоток в Международном аэропорту «Харьков» и способствовать развитию авиасообщения в харьковском и других регионах.
В феврале 2013 года была подана заявка на получение сертификата эксплуатанта, после принятия владельцем решения относительно возобновления деятельности «Авиалиний Харькова» в качестве авиаперевозчика.
В апреле-мае 2013 года владельцем авиакомпании была Азово-Черноморская инвестиционная компания.
5 июня 2013 года авиакомпания «Авиалинии Харькова» получила сертификат эксплуатанта и возобновила свою деятельность в качестве авиаперевозчика.
6 июня 2013 года авиакомпания осуществила свой первый рейс на самолёте Boeing 737-800NG из Харькова в Анталью (Турция). 29 августа 2013 года выполнен первый рейс на широкофюзеляжном самолёте Boeing 767-300ER из Борисполя в Анталию (Турция).
В марте 2015 года деятельность авиакомпании была прекращена. 
В 2018 году объявила о возобновлении деятельности. Но уже в ноябре того же года, единственный Airbus A321 был передан в шведскую авиакомпанию ScanBlue Airlines, а сертификат эксплуатанта так и не возобновили.

## Деятельность

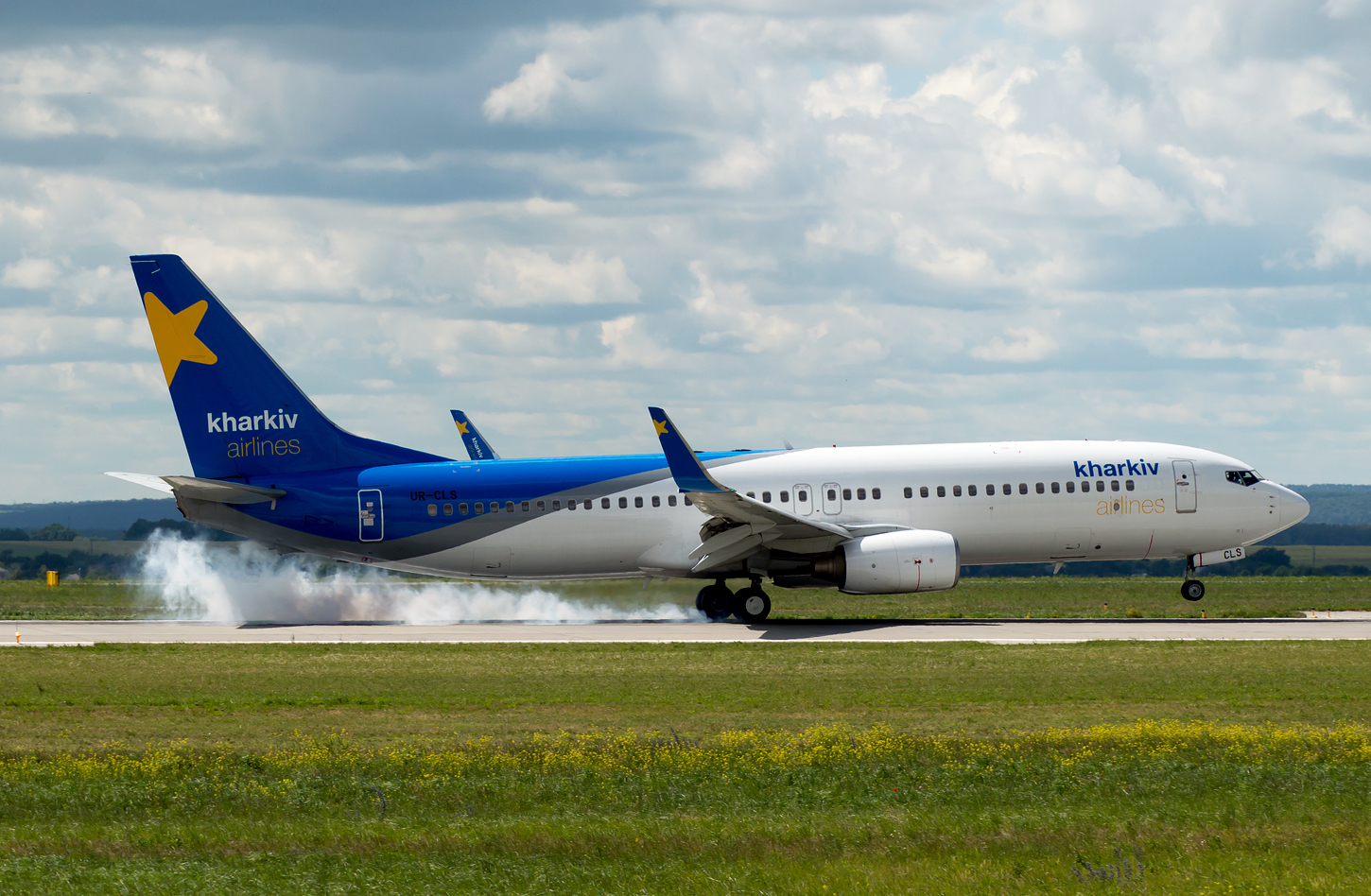
Самолёт Boeing 737-800 авиакомпании «Авиалинии Харькова» приземляется в аэропорту Харькова.

Авиакомпания выполняла чартерные рейсы из аэропортов Киева, Харькова в аэропорты Анталии (Турция), Шарм-эш-Шейха, Хургады (Египет).
Рейсы выполнялись в сотрудничестве с туроператором «Пегас Туристик».
Летом 2018 года объявила о возобновлении деятельности, и до возобновления сертификата эксплуатанта выполняла рейсы под кодом авиакомпаний Браво и Аланна. Но в этом же году единственный самолёт был передан в другую авиакомпанию, а сертификат эксплуатанта не был возобновлён